# Interstate 435
Pour les articles homonymes, voir Route 435.
L'interstate 435 est une autoroute inter-états contournant la zone métropolitaine de Kansas City. Elle se situe dans le Missouri et le Kansas, avec un peu plus de 80 miles de longueur.

## Description du tracé

### Au Missouri

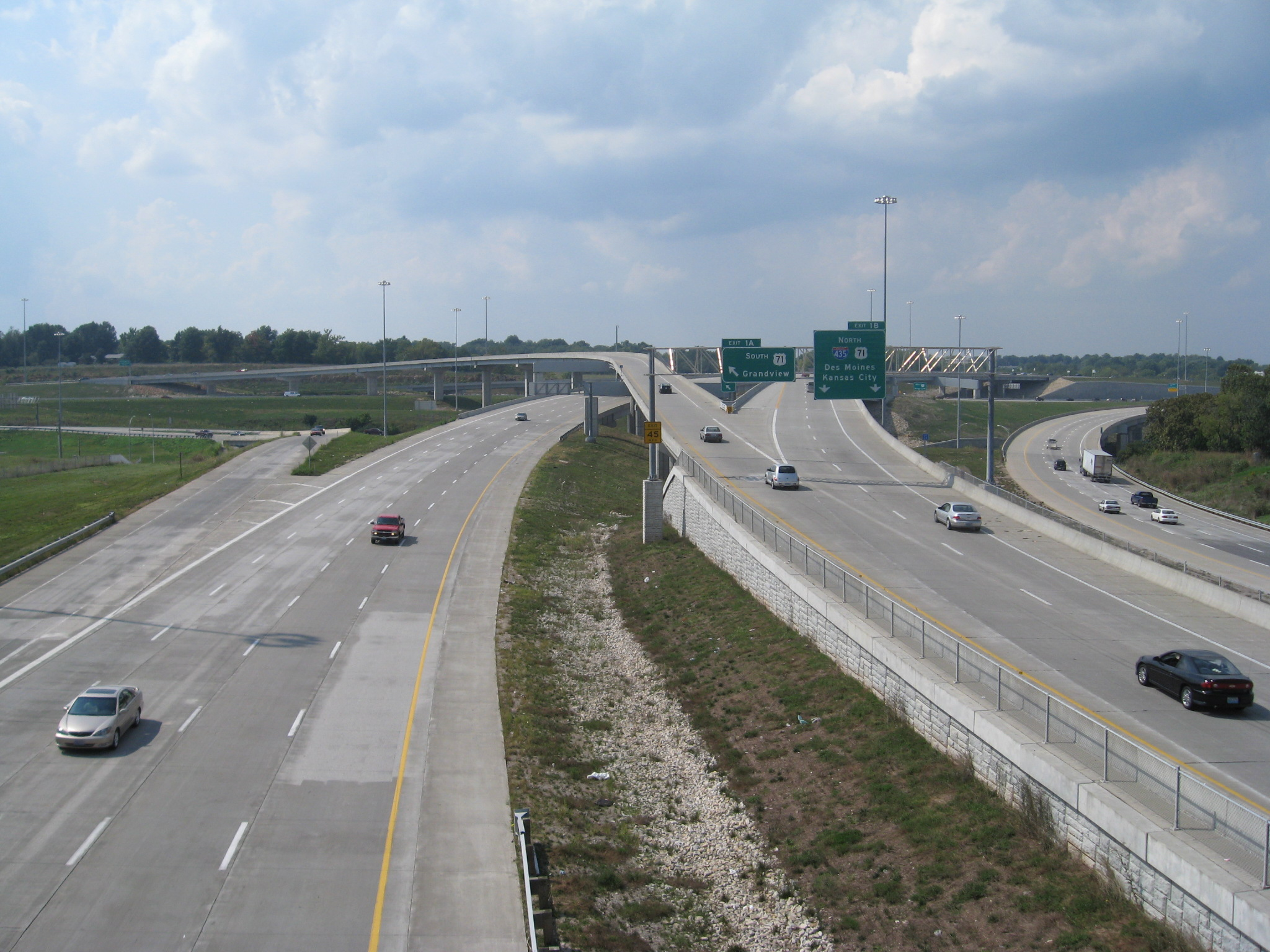
L'échangeur I-435/I-470, au mile 71, au sud de Kansas City, près de Grandview.

La majeure partie de l'autoroute est située au Missouri.
Elle se dirige vers le nord après avoir traversé la rivière Missouri (frontière du Kansas et du Missouri) tout en passant près de l'aéroport international de Kansas City (MCI). Ensuite, la 435 forme un multiplex avec l'interstate 29 pendant Modèle:Inité, puis la 435 se sépare de l'I-29 pour se diriger vers l'est et ainsi frôler la limite nord de la zone métropolitaine de Kansas City. Du mile 45 au mile 71, elle contourne au grand complet Kansas City par l'est en croisant l'interstate 35 (mile 52) et l'interstate 70 (mile 63). Au mile 71, elle croise l'I-470, puis elle bifurque vers l'ouest pour aller rejoindre la frontière du Kansas et du Missouri, au mile 75.

### Au Kansas

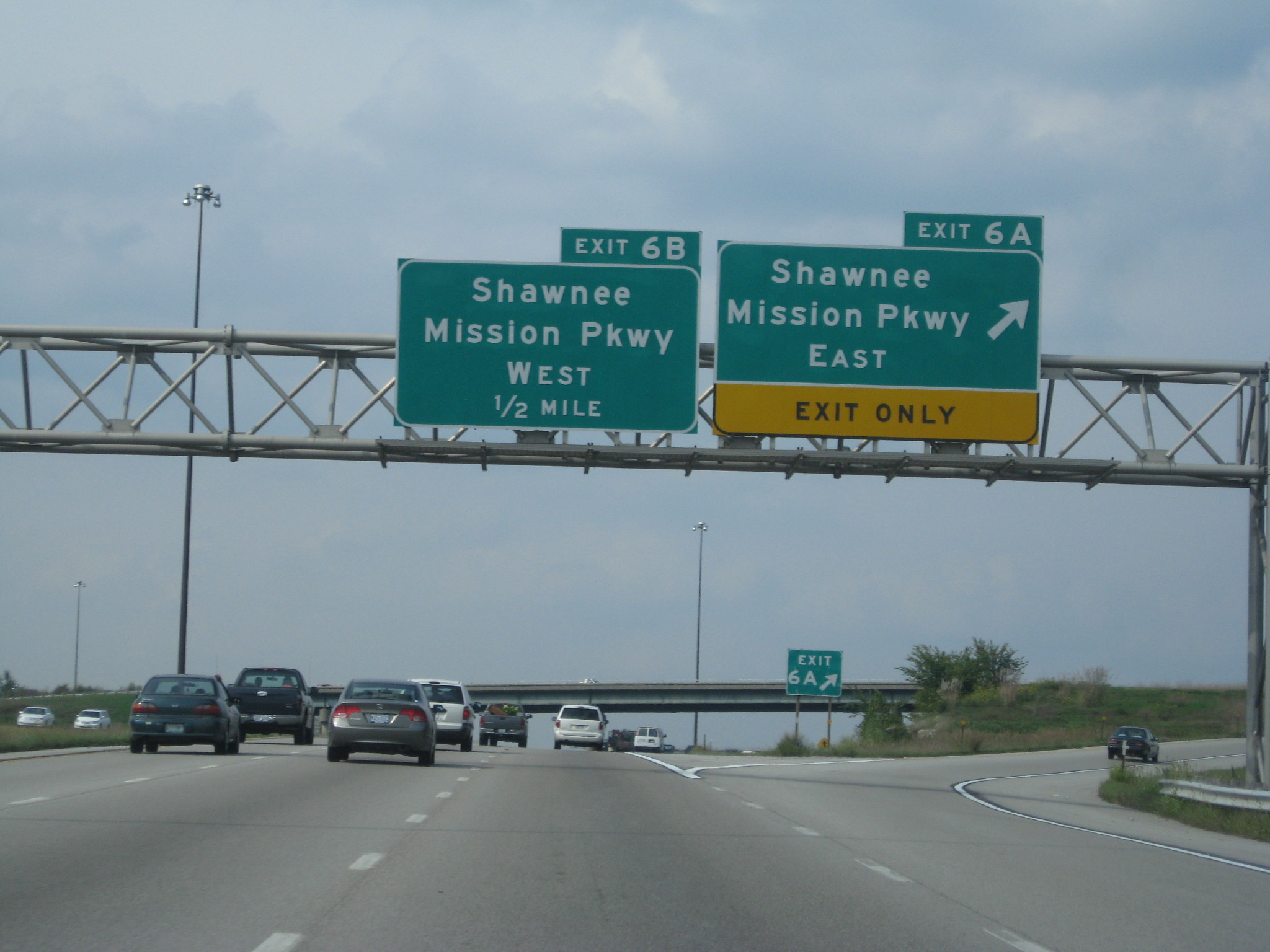
La sortie 6A de l'I-435 à Shawnee, Kansas, en direction de l'US route 56 et de l'US route 169.

Après avoir traversé la frontière du Kansas et du Missouri (au mile 75), elle se dirige vers l'ouest en traversant la ville de Overland Park. Au mile 83, soit à l'endroit où l'I-435 croise l'interstate 35, les numéros de sorties recommencent, ce qui veut dire que les numéros de sorties reviennent à 1. Au mile 2, dans Lenexa, la 435 bifurque vers le nord pendant une quinzaine de miles en traversant Lenexa, Shawnee, et Kansas City (Kansas). Au mile 29, la 435 traverse la rivière Missouri, revenant ainsi au Missouri après 28 miles dans le Kansas.

## Liste des sorties
Les numéros de sorties recommencent à zéro à Lenexa, au sud-ouest de Kansas City, au Kansas.
| Interstate 435                            |                            |       |        |                                                          | | |
| Comté                                     | Municipalité               | mi    | km     | Sortie                                                   | Intersections / Destinations                                                                                              | Notes |
| Johnson                                   | Lenexa                     | 0,97  | 1,56   | 1A                                                       | Lackman Road | |
| Johnson                                   | Lenexa                     | 1,35  | 2,17   | 1B                                                       | K-10 (en) ouest – Lawrence                                                                                                | |
| Johnson                                   | Lenexa                     | 2,11  | 3,40   | 2                                                        | 95th Street | |
| Johnson                                   | Lenexa                     | 2,97  | 4,78   | 3                                                        | 87th Street | |
| Johnson                                   | Shawnee                    | 5,02  | 8,08   | 5                                                        | Midland Avenue | |
| Johnson                                   | Shawnee                    | 5,99  | 9,64   | 6                                                        | Shawnee Mission Parkway                                                                                                   | Indiqué sortie 6A (est) et 6B (ouest) en direction nord |
| Johnson                                   | Shawnee                    | 6,44  | 10,36  | 6C                                                       | Johnson Drive | |
| Johnson                                   | Shawnee                    | 7,87  | 12,67  | 8A                                                       | Holliday Drive | |
| Wyanndotte                                | Edwardsville               | 8,29  | 13,34  | 8B                                                       | Woodend Drive | |
| Wyanndotte                                | Edwardsville               | 8,99  | 14,47  | 9                                                        | K-32 – Kansas City, Bonner Springs                                                                                        | |
| Wyanndotte                                | Edwardsville               | 10,99 | 17,69  | 11                                                       | Kansas Avenue | |
| Wyanndotte                                | Edwardsville               | 11,98 | 19,28  | 12                                                       | I-70 / US 24 / US 40 / Kansas Turnpike ouest – Topeka, Kansas City, Saint-Louis                                           | Indiqué sortie 12A (est) et 12B (ouest) en direction nord; sortie 411 de l'I-70 |
| Wyanndotte                                | Kansas City                | 12,59 | 20,26  | 13                                                       | State Avenue | Indiqué sortie 13A (est) et 13B (ouest) en direction nord |
| Wyanndotte                                | Kansas City                | 13,91 | 22,39  | 14                                                       | Parallel Parkway | Indiqué sortie 14A (est) et 14B (ouest) |
| Wyanndotte                                | Kansas City                | 15,02 | 24,17  | 15                                                       | K-5 (en) sud (Leavenworth Road)                                                                                           | Terminus sud du multiplex avec K-5; indiqué sortie 15A (sud / est) et 15B (ouest) |
| Wyanndotte                                | Kansas City                | 16,02 | 25,78  | 16                                                       | Donahoo Road | |
| Wyanndotte                                | Kansas City                | 17,98 | 28,94  | 18                                                       | K-5 (en) nord / Wolcott Drive)                                                                                            | Terminus nord du multiplex avec K-5 |
| Limite Wyandotte–Platte                   |                            | 20,98 | 33,76  | Traversée de la Rivière Missouri; Limite Kansas–Missouri | Traversée de la Rivière Missouri; Limite Kansas–Missouri                                                                  | Traversée de la Rivière Missouri; Limite Kansas–Missouri |
| Platte                                    | Parkville                  | 22,02 | 35,44  | 22                                                       | Route 45 (en) – Weston, Parkville                                                                                         | |
| Platte                                    | Parkville                  | 23,98 | 38,59  | 24                                                       | Route 152 (en) est / Route N (NW Barry Road)                                                                              | |
| Platte                                    |                            | 29,02 | 46,70  | 29                                                       | Route D (NW 120th Street)                                                                                                 | |
| Platte                                    | Platte City                | 31,00 | 49,89  | 31                                                       | I-29 nord / US 71 nord – Saint Joseph                                                                                     | Direction nord devient direction est et direction ouest devient direction sud; terminus ouest du multiplex avec I-29 / US 71; indiqué sortie 17 sur l'I-29 et sur l'I-435 ouest             |
| Platte                                    | Kansas City                | 32,49 | 52,29  | 15                                                       | Mexico City Avenue | Les numéros sont ceux de l'I-29 |
| Platte                                    | Kansas City                | 34,02 | 54,75  | 14                                                       | I-29 sud / US 71 sud – Kansas City                                                                                        | Terminus est du multiplex avec I-29 / US 71; sortie direction est, entrée direction ouest; sortie 14 de l'I-29                                                                              |
| Platte                                    | Kansas City                | 36,03 | 57,98  | 36                                                       | NW Cookingham Drive sud vers I-29 sud / US 71 – Aéroport de Kansas City                                                   | Indiqué Cookingham Drive seulement en direction est; pas d'accès à Cookingham est depuis I-435 ouest                                                                                        |
| Platte                                    | Kansas City                | 36,95 | 59,47  | 37                                                       | Route C (NW Skyview Avenue)                                                                                               | |
| Platte                                    | Kansas City                | 39,91 | 64,23  | 40                                                       | NW Cookingham Drive | |
| Clay                                      | Kansas City                | 41,11 | 66,16  | 41                                                       | US 169 (Arrowhead Trafficway) – Riverside, Smithville                                                                     | Indiqué sortie 41A (sud) et 41B (nord) |
| Clay                                      | Kansas City                | 41,99 | 67,58  | 42                                                       | N Woodland Avenue | |
| Clay                                      | Kansas City                | 45,02 | 72,45  | 45                                                       | Route 291 (en) sud (NE Cookingham Drive) vers I-35 nord                                                                   | Direction est devient direction sud, direction nord devient direction ouest |
| Clay                                      | Kansas City                | 45,89 | 73,85  | 46                                                       | NE 108th Street | |
| Clay                                      | Kansas City                | 47,02 | 75,67  | 47                                                       | NE 96th Street | |
| Clay                                      | Kansas City                | 48,99 | 78,84  | 49                                                       | Route 152 (en) – Liberty, Topeka                                                                                          | Indiqué sortie 49A (ouest) et 49B (est) |
| Clay                                      | Kansas City                | 50,89 | 81,90  | 51                                                       | Shoal Creek Parkway | |
| Clay                                      | Kansas City                | 52,11 | 83,86  | 52A                                                      | US 69 vers I-35 nord – Claycomo                                                                                           | |
| Clay                                      | Claycomo                   | 52,13 | 83,90  | 52B                                                      | I-35 sud – Kansas City I-35 nord / Route 110 (en) (CKC) est – Des Moines                                                  | Pas de sortie en direction sud vers I-35 nord / Route 110 est; pas d'entrée depuis I-35 sud vers I-435 nord; sortie 12 de l'I-35                                                            |
| Clay                                      | Kansas City                | 54,10 | 87,07  | 54                                                       | 48th Street, Parvin Road – Worlds of Fun                                                                                  | |
| Clay                                      | Randolph                   | 54,89 | 88,34  | 55                                                       | Route 210 (en) – Richmond, North Kansas City                                                                              | |
| Jackson                                   | Kansas City                | 56,99 | 91,72  | 57                                                       | Front Street | |
| Jackson                                   | Kansas City                | 59,03 | 95,00  | 59                                                       | US 24 est (Winner Road, Independance Avenue) – Kansas City, Independence                                                  | Terminus est du multiplex avec US 24 |
| Jackson                                   | Kansas City                | 60,09 | 96,71  | 60                                                       | Route 12 (en) est (Truman Road) / 12th Street – Kansas City, Independence                                                 | 12th Street indiqué en direction sud seulement |
| Jackson                                   | Kansas City                | 61,19 | 98,48  | 61                                                       | Route 78 (en) est (22nd Street) – Kansas City, Independence                                                               | |
| Jackson                                   | Kansas City                | 63,02 | 101,42 | 63A                                                      | US 40 – Truman Sports Complex                                                                                             | Sortie direction sud, entrée direction nord; indiqué sortie 63 direction sud |
| Jackson                                   | Kansas City                | 63,02 | 101,42 | 63                                                       | US 24 ouest / I-70 – Kansas City, Saint-Louis I-70 ouest vers I-29 nord – Centre-ville, Saint Joseph 11th Street Downtown | Terminus ouest du multiplex avec US 24; sortie 8A-B de l'I-70; indiqué sortie 63A en direction nord et 63 en direction sud                                                                  |
| Jackson                                   | Kansas City                | 63,19 | 101,69 | 63B                                                      | Raytown Road, Stadium Drive - Truman Sports Complex                                                                       | Sortie direction nord, entrée direction sud |
| Jackson                                   | Kansas City                | 65,10 | 104,77 | 65                                                       | Eastwood Trafficway | |
| Jackson                                   | Kansas City                | 66,10 | 106,38 | 66                                                       | Route 350 (en) est – Raytown, Lee's Summit                                                                                | Sortie direction sud, entrée direction nord |
| Jackson                                   | Kansas City                | 66,10 | 106,38 | 66A                                                      | Blue Parkway / Dr. Martin Luther King Jr. Boulevard                                                                       | Sortie direction nord, entrée direction sud |
| Jackson                                   | Kansas City                | 66,08 | 106,35 | 66B                                                      | 63rd Street vers Route 350 (en) est – Raytown                                                                             | Sortie direction nord, entrée direction sud; accès à Route 350 via 63rd Street |
| Jackson                                   | Kansas City                | 67,02 | 107,86 | 67                                                       | Gregory Road | |
| Jackson                                   | Kansas City                | 69,07 | 111,16 | 69                                                       | 87th Street | |
| Jackson                                   | Kansas City                | 69,99 | 112,64 | 70                                                       | Route W (East Bannister Road) vers US 71 nord                                                                             | Indiqué Route W seulement en direction ouest |
| Jackson                                   | Kansas City                | 71,02 | 114,30 | 71A                                                      | I-49 / I-470 est / US 50 est / US 71 sud – Grandview, Joplin, Lee's Summit                                                | Terminus nord du multiplex avec US 50; sortie 182C-B de l'I-49; sortie 1 de l'I-470; terminus nord de l'I-49; direction sud devient direction ouest et direction est devient direction nord |
| Jackson                                   | Kansas City                | 72,01 | 115,89 | 71B                                                      | US 71 nord – Kansas City                                                                                                  | Sortie direction est, entrée direction ouest; sortie 182C-B de l'I-49; sortie 1B de l'I-470 ouest                                                                                           |
| Jackson                                   | Kansas City                | 72,97 | 117,43 | 73                                                       | 103rd Street | Sortie direction ouest, entrée direction est |
| Jackson                                   | Kansas City                | 74,04 | 119,16 | 74                                                       | Holmes Road | |
| Jackson                                   | Kansas City                | 74,97 | 120,65 | 75A                                                      | Wornall Road | |
| Limite Jackson–Johnson                    | Limite Kansas City–Leawood | 75,51 | 121,52 | 75B                                                      | State Line Road vers 103rd Street                                                                                         | Frontière entre le Missouri et le Kansas |
| Johnson                                   | Overland Park              | 77,11 | 124,10 | 77A                                                      | Roe Avenue | |
| Johnson                                   | Overland Park              | 77,39 | 124,55 | 77B                                                      | Nall Avenue | |
| Johnson                                   | Overland Park              | 78,97 | 127,09 | 79                                                       | Metcalf Avenue | |
| Johnson                                   | Overland Park              | 80,08 | 128,88 | 80                                                       | Antioch Road | |
| Johnson                                   | Overland Park              | 81,06 | 130,45 | 81                                                       | US 69 – Pittsburg, Kansas City                                                                                            | |
| Johnson                                   | Overland Park              | 81,99 | 131,95 | 82                                                       | Quivira Road | |
| Johnson                                   | Lenexa                     | 83,02 | 133,61 | 83                                                       | I-35 / US 50 ouest / US 56 / US 169 – Wichita, Kansas City, Des Moines                                                    | Terminus ouest du multiplex avec US 50; sortie 222 de l'I-35 |
| - Terminus de multiplex - Accès incomplet |                            |       |        |                                                          | | |